# 동위원소 표지

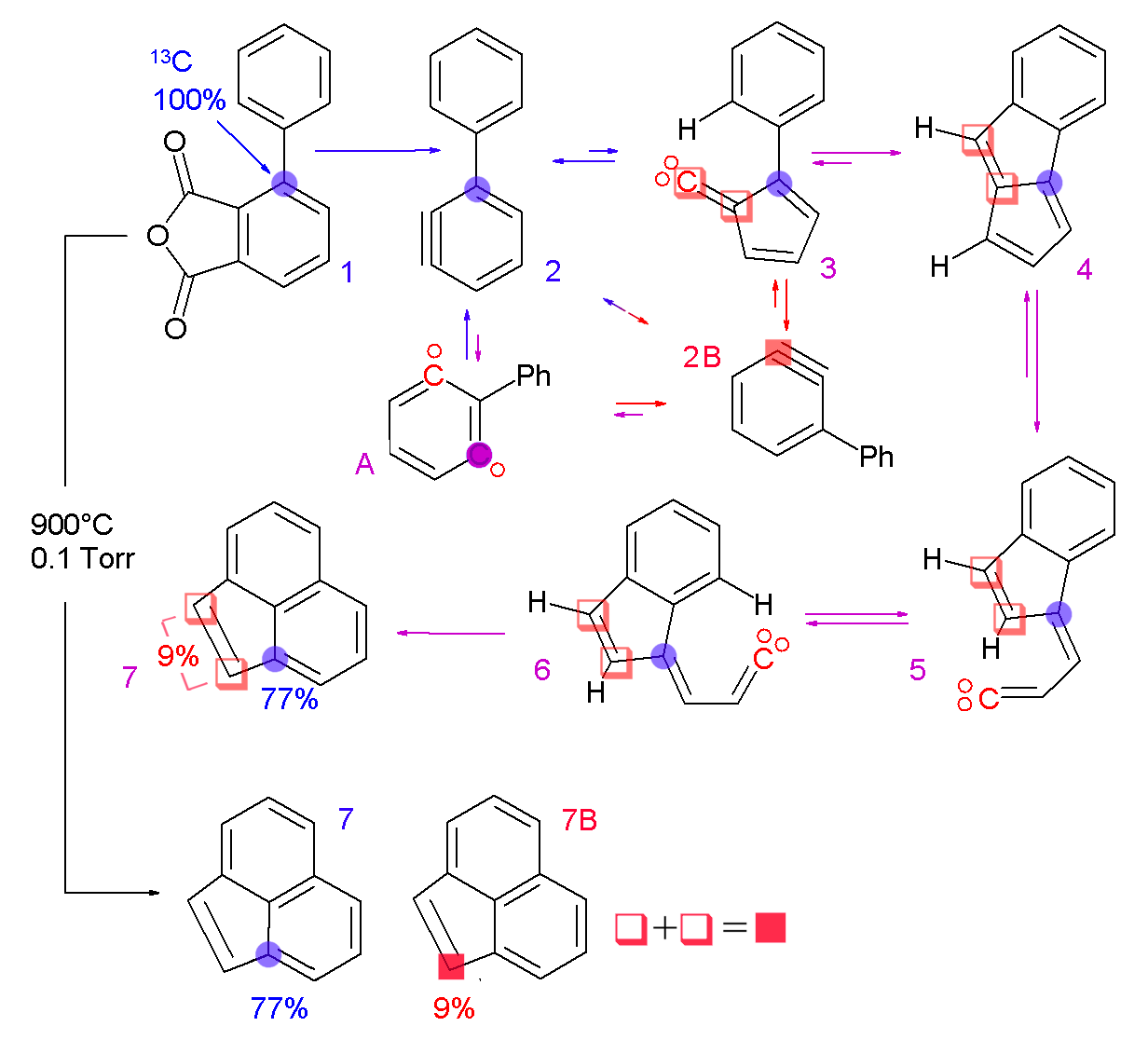
탄소-13 표지는 페닐 치환 아린 전구체 1이 아세나프틸렌으로 변환되는 과정에서 1,2-didehydrobenzene과 1,3-didehydrobenzene 간의 변환 메커니즘을 확인하는 데 사용되었다.

동위원소 표지(同位元素標識, 영어: isotopic labeling)는 화학 반응, 대사 경로 또는 세포에서 동위원소(중성자 수에서 검출 가능한 변화를 가진 원자)의 경로를 추적하는 데 사용되는 기술이다. 동위원소 표지법(同位元素標識法)이라고도 한다. 시약은 특정 원자를 동위원소로 대체하여 표지된다. 그런 다음 시약은 반응을 겪을 수 있다. 화학 반응 또는 세포의 대사 경로에서 동위원소가 뒤따르는 순서를 결정하기 위해 생성물에서 동위원소의 위치가 측정된다. 동위원소 표지에 사용되는 핵종은 안정한 핵종 또는 방사성 핵종일 수 있다. 후자의 경우 표지를 방사성 동위원소 표지(放射性同位元素標識, 영어: radioisotope labeling) 라고 한다.
동위 원소 표지를 감지하는 방법에는 여러 가지가 있다. 동위 원소의 질량, 진동 모드, 방사선 붕괴 등을 이용할 수 있다.
- 질량 분석법(Mass spectrometry)은 동위 원소의 질량 차이를 감지한다.
- 적외선 분광법(Infrared spectroscopy)은 동위 원소의 진동 모드 차이를 감지한다.
- 핵자기공명(Nuclear Magnetic Resonance, NMR)은 동위 원소의 자화율(gyromagnetic ratio) 차이를 감지한다.
- 방사성 붕괴는 이온화 챔버나 겔의 자동 방사선 사진으로 감지한다.

## 방사성 동위원소 표지 (Radioisotopic labeling)
주요 문서 : 방사성 동위원소 표지
방사성 동위 원소 표지는 물질 샘플이 시스템을 통과하는 경로를 추적하는 기법이다. 물질의 화학 조성에 방사성 핵종을 포함시켜 표지하면, 이들이 붕괴할 때 방출되는 방사선을 감지하여 해당 물질의 존재를 확인할 수 있다. 방사성 동위원소 표지는 동위원소 표지의 특수한 경우에 해당한다.
이 기법에서 특히 유용한 방사성 붕괴 유형은 양전자 방출(positron emission)이다. 양전자가 전자와 충돌하면, 두 개의 고에너지 광자가 정반대 방향으로 방출된다. 양전자가 고체 내부에서 생성된 경우, 약 0.5mm에서 최대 6mm까지 이동할 수 있다. 두 광자가 모두 검출되면, 방사성 붕괴가 발생한 위치를 매우 정확하게 측정할 수 있다.
엄밀히 말하면, 방사성 동위원소 표지는 실험자가 인위적으로 방사성 물질을 인위적으로 첨가한 경우에만 해당하지만, 일부 자연 현상에서도 유사한 분석이 가능하다. 대표적인 예로, 방사성 연대 측정은 이와 밀접하게 관련된 원리를 활용한다.

## 같이 보기
- 방사성 동위원소 표지